# Hans-Eckhardt Gumlich

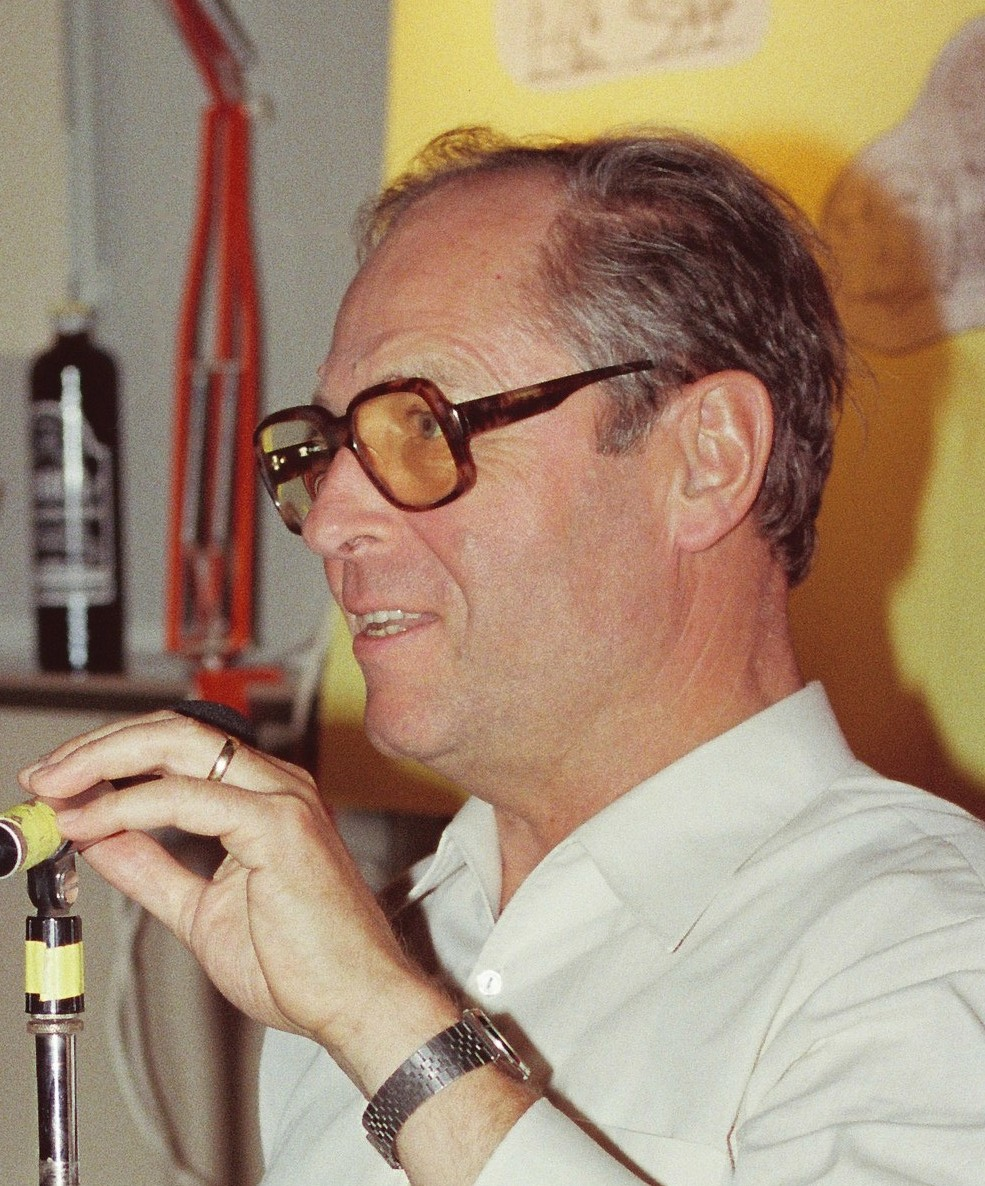
Hans-Eckhardt Gumlich (1985)

Hans-Eckhardt Gumlich (* 10. März 1926 in Markersdorf; † 23. Februar 2013 in Berlin) war ein deutscher Festkörperphysiker und Hochschullehrer.

## Leben

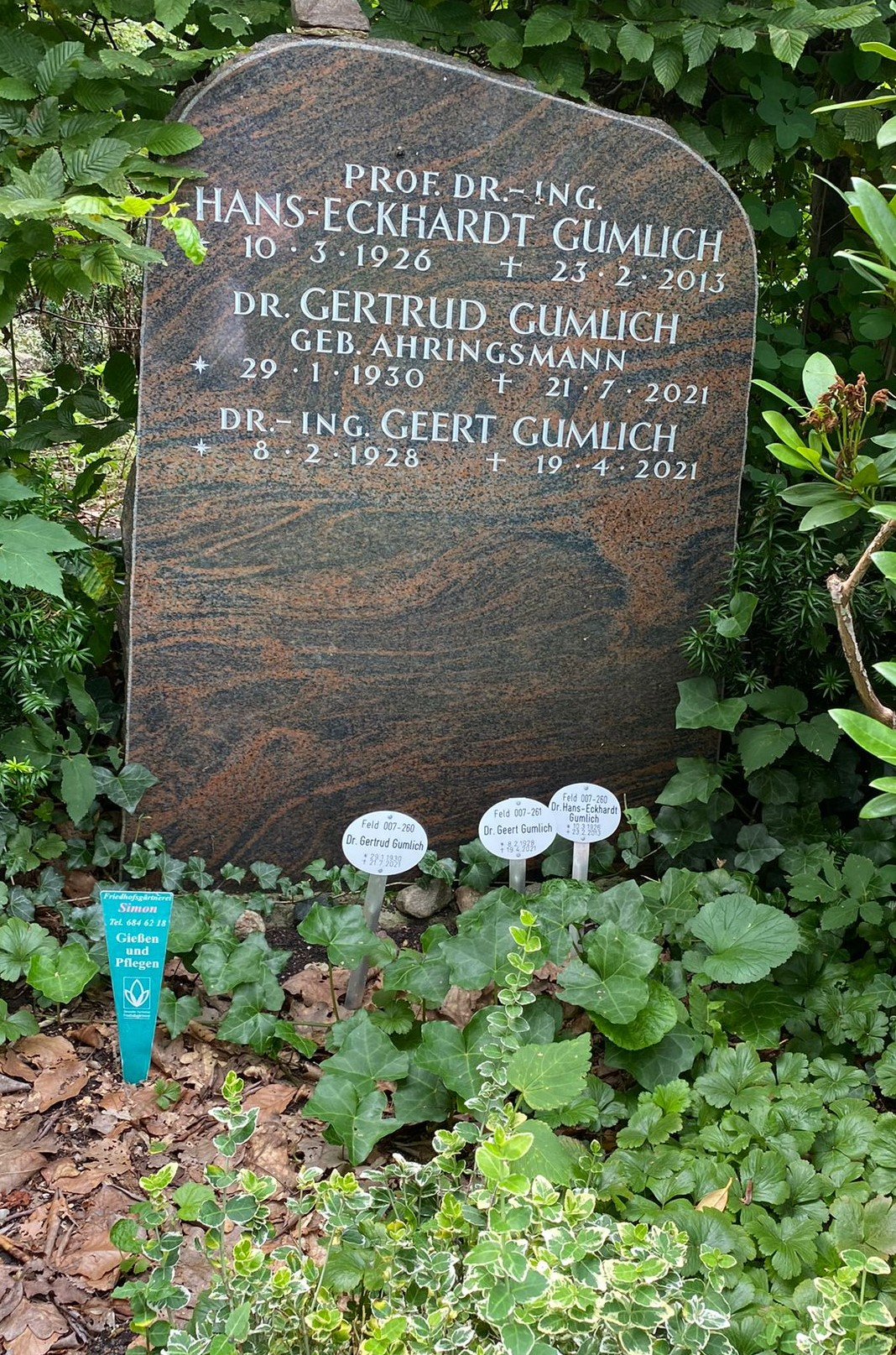
Grabstätte auf dem Alten Friedhof Wannsee

Hans-Eckhardt Gumlich wurde 1926 in Markersdorf (Thüringen) geboren. Er studierte Physik an der Universität Rostock, der Technischen Universität Berlin und der Faculté des Sciences Paris. 1958 wurde er an der TU Berlin promoviert. Bereits in seiner Dissertation befasste sich mit seinem Spezialgebiet, der Lumineszenz mangandotierter Halbleiter. Von 1959 bis 1969 war er am Berliner Fritz-Haber-Institut der Max-Planck-Gesellschaft tätig, unterbrochen von einem Forschungsaufenthalt an der University of Delaware in den Jahren 1962/63.
Gumlich habilitierte sich 1968 an der Technischen Universität Berlin und war hier von 1969 bis zu seiner Pensionierung im Jahr 1994 als Professor am Institut für Festkörperphysik tätig. Neben seinem Wirken in der Forschung waren ihm gute Lehre und der gesellschaftliche Bezug der Physik wichtige Anliegen. So war er federführend an der Einrichtung eines Physikalischen Projektlabors im Grundstudium der Physik beteiligt und setzte sich für die studentische Lehre von Kleingruppen in Tutorien ein. Gumlich etablierte zudem für Studenten der Physik, der Geistes- und der Sozialwissenschaften das Seminar Leitbilder der Naturwissenschaften; hier diskutierte er die Rahmenbedingungen wissenschaftlicher Arbeit, die Traditionen und Umbrüche in der Wissenschaft und die Verantwortung jedes einzelnen Wissenschaftlers.
Als Mitglied im Akademischen Senat der Universität, als geschäftsführender Direktor des Instituts für Festkörperphysik und als Dekan des Fachbereichs Physik engagierte Gumlich sich in hochschulpolitischen Fragen. Mehr als sechs Jahrzehnte gehörte er der Evangelischen Akademikerschaft an und setzte sich für den Austausch zwischen Natur- und Geisteswissenschaften ein.
Hans-Eckhardt Gumlich verstarb 86-jährig in Berlin und fand seine letzte Ruhestätte auf dem Alten Friedhof Wannsee. 

## Werke (Auswahl)
- Ein Jahr für die Physik : Newton, Feynman und andere (mit Christian Thomsen), 2. Aufl., Berlin 1998, ISBN 3-928943-94-4
- Der Energietransport in der Elektrolumineszenz und Elektrophotolumineszenz von II-VI-Verbindungen, Braunschweig 1970
- Elektrolumineszenz von II-VI-Verbindungen (Habilitationsschrift), Berlin 1968
- Die Verstärkung und Auslöschung der Lumineszenz manganaktivierter Zinksulfide durch elektrische Felder (Dissertation), Technische Universität Berlin 1958